# Giorgi Sulawa
Giorgi Sulawa (gruz. გიორგი სულავა; ur. 14 maja 1997) – gruziński zapaśnik startujący w stylu wolnym. Zajął osiemnaste miejsce na mistrzostwach świata w 2022. 
Brązowy medalista mistrzostw Europy w 2022. Czwarty w Pucharze Świata w 2022. 
Trzeci na MŚ U23 w 2019 i na ME U-23 w 2018 i 2019. Trzeci na ME juniorów w 2016 roku.